# 並木凡平
並木 凡平（なみき ぼんぺい、1891年〈明治24年〉5月23日 - 1941年〈昭和16年〉9月29日）は、日本の歌人。大正末期から昭和初期にかけての口語短歌運動の先駆者とされる。自らの短歌を刻んだコップ「凡平コップ」でも知られている。本名は篠原 三郎。

## 経歴
北海道札幌郡元町で誕生した。1898年（明治31年）頃に、親と共に台湾にわたった。14歳のとき両親と死別し、叔父に引き取られて、1907年（明治40年）に北海道に戻った。
青年期より文学を好み、「清風」「暴風」の雅号で文芸投稿雑誌に投稿していた。1906年（明治39年）3月には『文章世界』で、「篠原清風」の号で詩を発表した。叔父から様々な仕事を紹介されたものの、歌作りに熱中していたことで叔父と衝突し、家を出た。新聞記者を志し、北門新報社を経て、1920年（大正9年）1月に小樽新聞社に入社した。

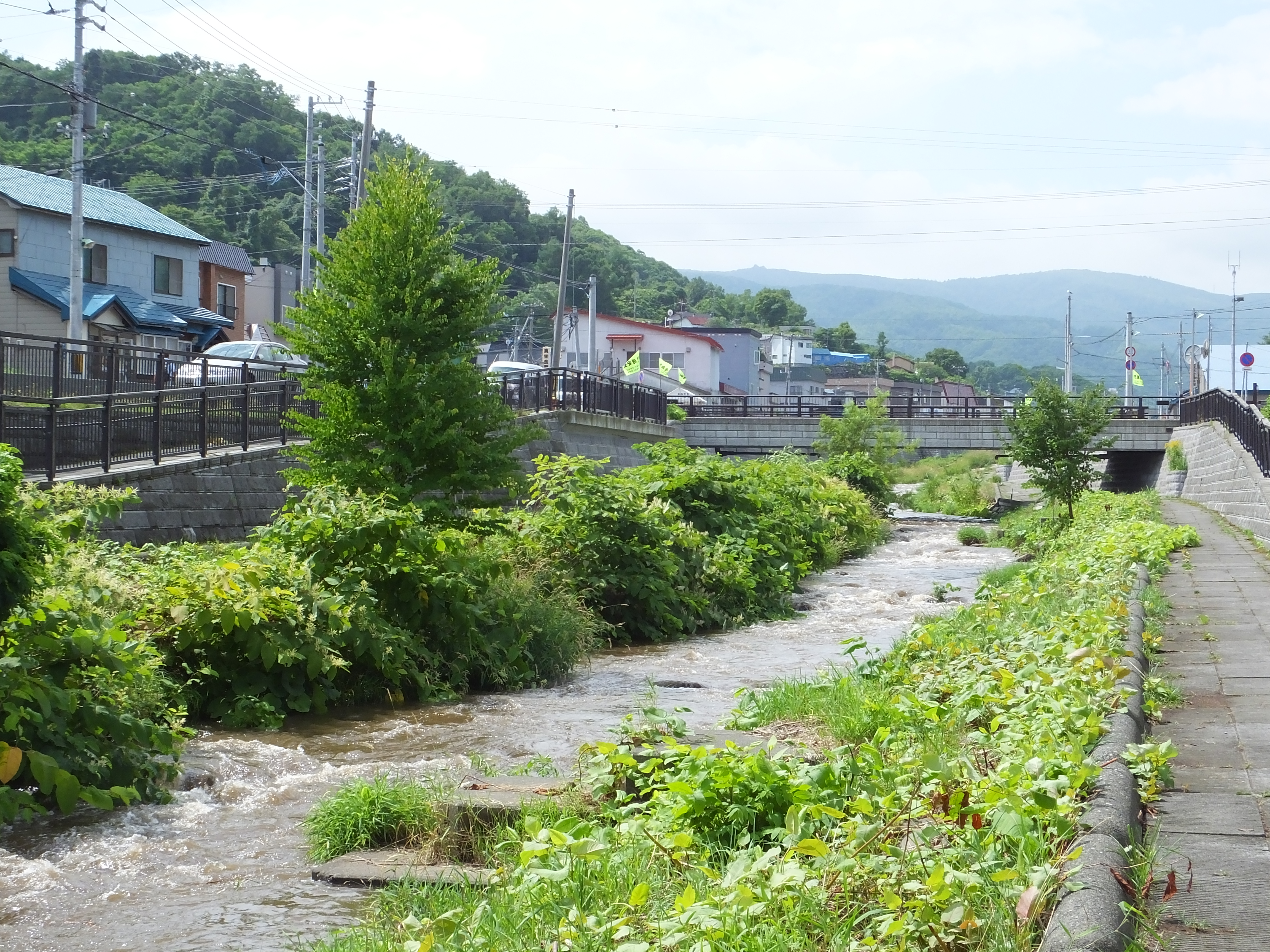
小樽在住時の凡平は、勝納川近隣に住居を構え、この川のことも短歌に詠んだ

1924年（大正13年）に小樽新聞紙上に口語歌欄を設け、同年1月に自らも「並木凡平」の号で、口語短歌を発表した。1927年（昭和2年）2月に歌誌『新短歌時代』創刊した。1931年（昭和6年）には同誌を廃刊して、『青空』を発刊、徐々に口語短歌へ傾倒した。1930年（昭和5年）1月には口語歌壇の選者となり、多くの歌人を輩出した。1933年（昭和8年）には450首の歌をまとめた歌集『赤土の丘』を発刊し、次々に歌集を発表した。
新聞記者としての活動も順調であり、要職にまで昇進したものの、1937年（昭和12年）11月、47歳のとき社内事情で突然、解雇された。
生活が困窮したことから、生活を支えるため、コップに自作の歌を刻んで売り始めた。コップにパラフィンを塗り、鉄筆で自作の短歌を書き、フッ化水素で文字の部分のガラスを溶かすという、ガラスエッチングの方法を用いたものである。短冊や色紙よりも、コップなら家庭的な実用に役立つことを狙ったものであり、予想以上の好評を呼んだ。購入者名簿によれば、北海道内各地に購入者がいることから、凡平は道内各地を訪ねて販売したとみられている。
1938年（昭和13年）9月には、弟子や友人たちにより、小樽市朝里の朝里不動尊境内に「並木凡平歌碑」が建立され、失業中で失意の凡平にとっての励ましとなった。
1939年（昭和14年）、小樽の魁新聞を経て、同年4月に北海道室蘭市の北海日々新聞社に入社、家族と共に室蘭の常盤町に移り住んだ。2年後の1941年（昭和16年）には、編集局次長にまで昇進した。歌人としても、室蘭の短歌同人誌『炭かすの街』を監修した。また『青空』の室蘭支部の門下生たちにも歓迎され、自宅で毎週、歌会を開催し、室蘭の歌壇にも貢献した。
同1941年9月、巻割りの最中に、指に些細な傷を負った。同月には小樽で開催された全道口語短歌大会に出席した。室蘭に戻った後、先の傷の化膿止めの注射と、自身の体質がもとで血液凝固を起こし、室蘭市立病院で、50歳で急逝した。遺骨は小樽市若竹町の妙法寺にある。

## 人物

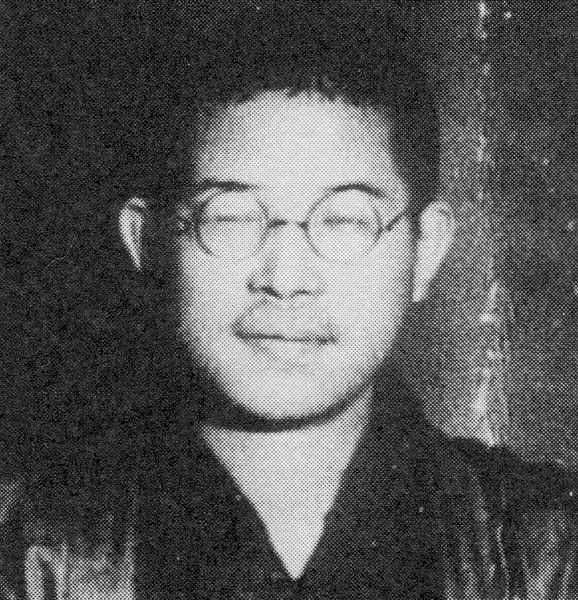
青年期の凡平

北門新報社時代には、同社の主筆であった岡田耕平が凡平を気に入り、よく自宅に招いて、酒を飲ませた。この岡田の娘が、後の女優の岡田嘉子である。当時の凡平は童顔で、顔に疱瘡の痕（アバタ）があり、黒縁のロイド眼鏡、古びた着物に袴といった地味な姿であり、嘉子は「アバタの伝六」の仇名で呼んでいた。
好きなことに対してはとてつもない力を発揮する性格であり、新聞記者を志した際には、雇用先を求めて、42もの新聞社を渡り歩いた。またコップに短歌を刻む際には、劇薬を用いるためにマスク、手袋、眼鏡で防備して裏庭で行い、1文字1文字を鉄筆で書き、1日に200個を作ることもあった。
一方で彼の最大の欠点は、大の酒好きだったことであり、「オミキノンベエ」と仇名されたほどだった。新聞社での給料は気前良く、歌仲間との飲み代に使った。日々の哀歓を酒と共に歌に詠むことも多かった。短歌を刻んだコップも、酒好きだからこそ生まれた発想といえる。

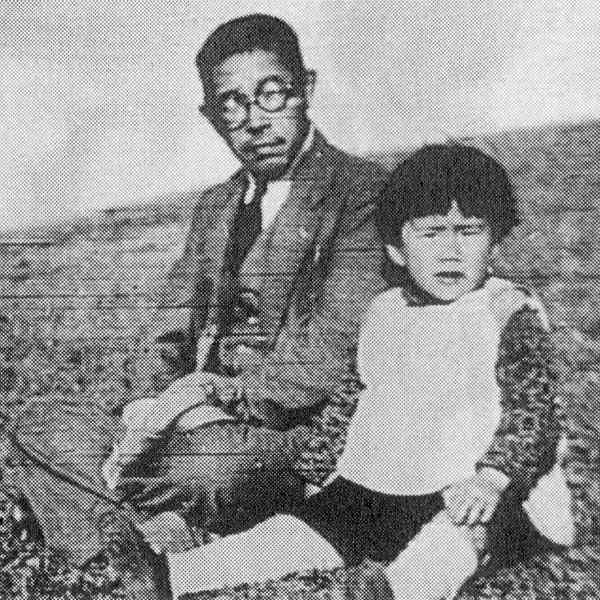
凡平（左）と養女（右）

給料をほとんど酒に使ったため、常に借金と貧乏に苦しめられた。毎月末には、自宅に借金取りが行列を作り、凡平は押入れに隠れて居留守を使っていた。小樽の画家である中村善策が凡平の家を訪ねると、障子が穴だらけで、「お前は猫を飼っているのか」と言ったという。妻は凡平が少しでも変わるようにと、養女をもらったが、それでも性格が治ることはなかった。小樽新聞社を解雇されて困窮しても、酒を手放すことはなかった。小樽に歌碑が建ったときも、年老いた母が「歌人として有名になっても、貧乏には変わりない」と嘆いたほどである。
お人好しな性格でもあり、凡平と同じく小樽ゆかりの歌人である小田観螢は、凡平を ｢すこしの虚構もまじえぬ言動、子どものような大人｣ と語っていた。愛妻家でもあり、妻を短歌に詠うことも多かった。「炭かすの街」の主幹である泉孝は後年、凡平を「正義感あふれる人でした」と振り返った。先述の小樽市内の歌碑の他に、室蘭の常盤公園の丘、稚内市の北門神社にも歌碑が遺されており、凡平が多くの人々に愛されていたことが窺える。歌詞『青空』も、戦中には休刊したものの、戦後には復刊され、1993年（平成5年）2月の廃刊まで480号まで刊行され、凡平の志は没後の半世紀以上にわたって受け継がれた。
雅号の「並木凡平」は、波乱万丈な生涯とは裏腹に、自身を「路傍の並木のような平凡な男」としたことが由来とされるが、新聞社での同僚の歌人名を借用したとの説もある。

## 評価
「生活即短歌」を信念としており、学究的ではない、生活や暮しが即、芸術に通じる考え方を重んじていた。庶民のささやかな生活を詠むことで、凡平の短歌や親近感や共感を呼ぶと評価されている。
説明の不要なわかりやすさも、短歌の特徴の一つである。普段の生活で読み書きするような、優しい言葉による口語短歌が庶民の心をつかんだことで、凡平を中心とした口語短歌運動は、幅広い人々にとっての文芸となった。市立小樽文学館の主幹学芸員である亀井志乃は「文語は使わず、日常の情景や心情といったありのままを、飾らない言葉で詠んでいた」と評している。口語の定型律で親しみやすい短歌は、多くの人に愛された。「口語短歌王国としての小樽を作った庶民派歌人」「小樽を代表する庶民派歌人」との声もある。
口語短歌は、凡平と同じく北海道ゆかりの歌人である石川啄木が嚆矢とも考えられており、生活を素直に詠み、口語を使う表現で庶民に近づく啄木の手法に、凡平も倣ったともいえる。しかし「平凡」をもじった「凡平」の名に反し、豪快さとち密さをからめ、そこに感傷的な側面を添えることが、凡平の歌の特徴であった。
新聞記者としての活動で、自分同様に貧乏な人々の姿に直面する機会も多く、低賃金に喘ぐ労働者たちを詠った短歌も多いことから、そうした人々の姿に心を寄せる共感力を持っていたとも評価されている。そうした共感力は人間以外にもおよんでおり、苦しい生活を送る動物まで歌に詠まれている。
失業時に売り出したコップについて、小樽文学館の亀井志乃は「これまでの歌人なら作歌活動と収入を結びつけることに抵抗があったと思う」「自分の生活に歌を生かして新しい表現を生み出したところに凡平らしさを感じる」としている。このコップは「凡平コップ」「凡平歌コップ」と呼ばれ、令和期においても市立小樽文学館で常設展示されている。
凡平の影響を受けた歌人として、小樽新聞を通じて凡平により歌を認められた違星北斗、凡平に大きな感動をおぼえて短歌を始めた金子きみ、歌誌『青空』の同人となって凡平に師事した森竹竹市らが挙げられる。

## 歌集
- 『路傍の花』北海道人社、1928年4月。 NCID BA3228938X。
- 『赤土の丘』青空詩社、1933年4月。 NCID BA34297877。

## 代表歌
- ここだけは 鉄の唸りも聞こえない 電信浜の波のささやき
- 一本の 晩酌のんで 原稿の ちらばる部屋に寝転ぶはいい
- 十八年 働いてきた 報酬は 右中指のタコだけである
- 朝の陽に すかすコップの 字は浮いて これは売れるぞ 妻につぶやく
- 軒下に 宿なし犬が 悲しそな 目をして人におびえてる冬
- 月々に 払う家賃が 貯金なら こんな貧乏しないなあー?